# Preci leonine
Fra il 1884 e il 1965, la Santa Sede prescrisse la recita, obbligatoria dopo ogni messa non cantata, di alcune preghiere, all'inizio dedicate alla soluzione della Questione Romana e, dopo che essa fu regolata dai Patti Lateranensi, "ut afflictis Russiae filiis tranquillitatem fideique profitendae libertatem restitui sinat".
Queste preghiere sono note come "Preci leonine" perché fu papa Leone XIII che, il 6 gennaio 1884, ordinò la loro recita in tutto il mondo. In quello che fu lo Stato Pontificio, esse erano già in uso fin dal 1859.
Le Preci comprendono tre Ave Maria, un Salve Regina seguito da un versetto e un responsorio, e una colletta che, dal 1886, chiede la conversione dei peccatori e "la libertà e l'esaltazione della santa Madre Chiesa", e, ancora dal 1886 in poi, la preghiera a San Michele. Nel 1904, papa Pio X aggiunse tre "Cuore santissimo di Gesù. Abbi pietà di noi" da recitare facoltativamente.
L'istruzione Inter oecumenici del 26 settembre 1964 soppresse le Preci leonine.. Si recitano ancora dopo alcune celebrazioni della Messa tridentina in forma letta e talvolta in forma dialogata.

## Testo in latino e in italiano
Le Preci Leonine da dire dopo la messa non erano parte della messa e non si trovano in nessuna edizione ufficiale nel Messale Romano: si veda per esempio l'edizione 1962 Archiviato il 4 marzo 2016 in Internet Archive.. Ciò che segue è il testo dato da un sito web italiano.

Latino
(Nota: L'Ave Maria si ripete per tre volte.)

℣. Ave Maria, gratia plena, Dóminus tecum; benedícta tu in muliéribus, et benedíctus fructus ventris tui, Iesus.

℟. Sancta Maria, Mater Dei, ora pro nobis peccatóribus, nunc et in hora mortis nostræ. Amen.

℣. Salve, Regina, ℟. Mater misericórdiæ.  Vita, dulcedo et spes nostra, salve. Ad te clamámus, éxsules fílii Evæ. Ad te suspirámus geméntes et flentes in hac lacrimárum valle. Eia ergo, advocáta nostra, illos tuos misericórdes óculos ad nos convérte. Et Iesum, benedíctum fructum ventris tui, nobis, post hoc exsílium, osténde. O clémens, o pia, o dulcis Virgo Maria.

℣. Ora pro nobis, sancta Dei Génitrix.

℟. Ut digni efficiámur promissiónibus Christi.

℣. Orémus.

Deus refúgium nostrum et virtus, pópulum ad te clamántem propítius réspice; et intercedénte gloriósa et immaculáta Vírgine Dei Genitríce Maria, cum beáto Ioseph, eius Sponso, ac beátis Apóstolis tuis Petro et Paulo, et ómnibus Sanctis, quas pro conversióne peccatórum, pro libertáte et exaltatióne sanctæ Matris Ecclésiæ, preces effúndimus, miséricors et benígnus exáudi. Per eúmdem Christum Dóminum nostrum.

℟. Amen

℣. Sancte Míchæl Archángele, defénde nos in prælio, contra nequítiam et insídias diáboli esto præsídium. Imperet illi Deus, súpplices deprecámur: tuque, Prínceps militiæ cœléstis, Sátanam aliósque spíritus malígnos, qui ad perditiónem animárum pervagántur in mundo, divina virtúte, in inférnum detrúde.

℟.  Amen.

( Nota: la preghiera al Santissimo Cuore di Gesù si ripete per tre volte).

℣. Cor Iesu sacratíssimum 

℟. Miserére nobis.

Italiano

℣. Ave, o Maria, piena di grazia, il Signore è con te, tu sei benedetta fra le donne, e benedetto è il frutto del tuo grembo, Gesù (tre volte).

℟. Santa Maria, Madre di Dio, media la grazia per noi peccatori, adesso e nell'ora della nostra morte. Amen (tre volte).

℣. Salve, o Regina, ℟. Madre di misericordia, vita, dolcezza e speranza nostra, salve. A te ricorriamo, noi esuli figli di Eva; a te sospiriamo, gementi e piangenti, in questa valle di lacrime. Orsù dunque, avvocata nostra, rivolgi a noi quegli occhi tuoi misericordiosi. E mostraci, dopo questo esilio, Gesù, il frutto benedetto del tuo grembo. O clemente, o pia, o dolce Vergine Maria.

℣. Prega per noi, santa Madre di Dio.

℟. Affinché siamo fatti degni delle promesse di Cristo.

℣. Preghiamo.

℣. Dio, nostro rifugio e nostra forza, guarda propizio al popolo che Ti invoca: e, per l’intercessione della gloriosa e immacolata Vergine Maria, Madre di Dio, di san Giuseppe, suo Sposo, dei tuoi santi Apostoli Pietro e Paolo e di tutti i Santi, esaudisci, misericordioso e benigno, le preghiere che ti presentiamo per la conversione dei peccatori, per la libertà e l'esaltazione della Santa Madre Chiesa. Per lo stesso Cristo Signore nostro. 

℟. Amen.

℣. San Michele Arcangelo, difendici nella lotta; sii nostro presidio contro le perfide insidie del demonio. Perché Dio lo ordini, noi supplichevolmente ti imploriamo: e tu, Principe della Milizia Celeste, fortificato dai doni di Dio, caccia nell'Inferno Satana e gli altri spiriti maligni, i quali a perdizione delle anime vanno errando sulla terra.

℟.Amen.

℣.Cuore santissimo di Gesù, ℟.abbi pietà di noi (per tre volte).

Di contenuto simile è la preghiera alla Vergine Maria rivelata al beato Louis-Édouard Cestac.

## La preghiera a San Michele Arcangelo nel 2018 senza relazione con la messa
A seguito dello scandalo a sfondo sessuale coinvolgente diversi membri dell'episcopato e del clero, Papa Francesco ha chiesto ai fedeli di tutto il mondo di recitare quotidianamente per tutto il mese di ottobre il Santo Rosario alla Beata Vergine Maria - unitamente al digiuno e alla penitenza come già richiesto nella "Lettera al Popolo di Dio" del 20 agosto 2018 - per la protezione della Chiesa da Satana, il "Grande Accusatore", concludendolo con l'antica preghiera "Sub Tuum Praesidium" dedicata alla Vergine e con la preghiera a San Michele Arcangelo.
Inoltre diversi vescovi nel mondo hanno chiesto la reintroduzione della preghiera a San Michele alla fine di ogni messa, in particolare, negli Stati Uniti:
- Arcidiocesi di Portland, Oregon (Mons. Alexander King Sample)
- Arcidiocesi di Kansas City, Kansas (Mons. Joseph Fred Naumann)
- Arcidiocesi di Hartford, Connecticut (Mons. Leonard Paul Blair)
- Diocesi di Pittsburgh, Pennsylvania (Mons. David Allen Zubik)
- Diocesi di Allentown, Pennsylvania (Mons. Alfred Andrew Schlert)
- Diocesi di Springfield in Illinois, Illinois (Mons. Thomas John Joseph Paprocki)
- Diocesi di Madison, Wisconsin (Mons. Robert Charles Morlino)
- Diocesi di Bridegeport, Connecticut (Mons. Frank Joseph Caggiano)
- Diocesi di Knoxville, Tennessee (Mons. Richard Stika)
- Diocesi di Orange, California (Mons. Kevin William Vann)
- Diocesi di Toledo, Ohio (Mons. Daniel Edward Thomas)
- Diocesi di Gallup, Nuovo Messico (Mons. James Sean Wall)[senza fonte]